# Shakur Juiston
Shakur Juiston (Newark (Nueva Jersey), 31 de marzo de 1996) es un baloncestista estadounidense, que pertenece a la plantilla del B.C. Astana de la West Asia Super League. Con 1,99 metros de estatura, juega en la posición de ala-pívot.

## Trayectoria deportiva
Jugó dos temporadas en la Hutchinson Community College, hasta que en 2017 ingresó en la Universidad de Nevada, Las Vegas para jugar con los UNLV Runnin' Rebels en los que jugaría otras dos temporadas. En la temporada 2019-20, su última universitaria jugaría en los Oregon Ducks de la Universidad de Oregón.
Tras no ser elegido en el Draft de la NBA de 2019, el 19 de febrero de 2021, Juiston fue adquirido por Memphis Hustle de la NBA G League.
El 1 de septiembre de 2021, Juiston fichó por Aris de la A1 Ethniki, la primera categoría del baloncesto griego.
En la temporada 2022-23, firma por el Peristeri B.C. de la A1 Ethniki griega.